# Борго Панкалди (Ферара)
Борго Панкалди (итал. Borgo Pancaldi) је насеље у Италији у округу Ферара, региону Емилија-Ромања.
Према процени из 2011. у насељу је живело 91 становника. Насеље се налази на надморској висини од 7 м.